# Ginowan
Ginowan (宜野湾市, Ginowan-shi, okinawenc: Jinoon) és una ciutat i municipi de l'illa d'Okinawa, a la prefectura homònima, Japó. Actualment (2021), Ginowan és el cinqué municipi més populós de la prefectura amb 99.256 habitants.

## Geografia

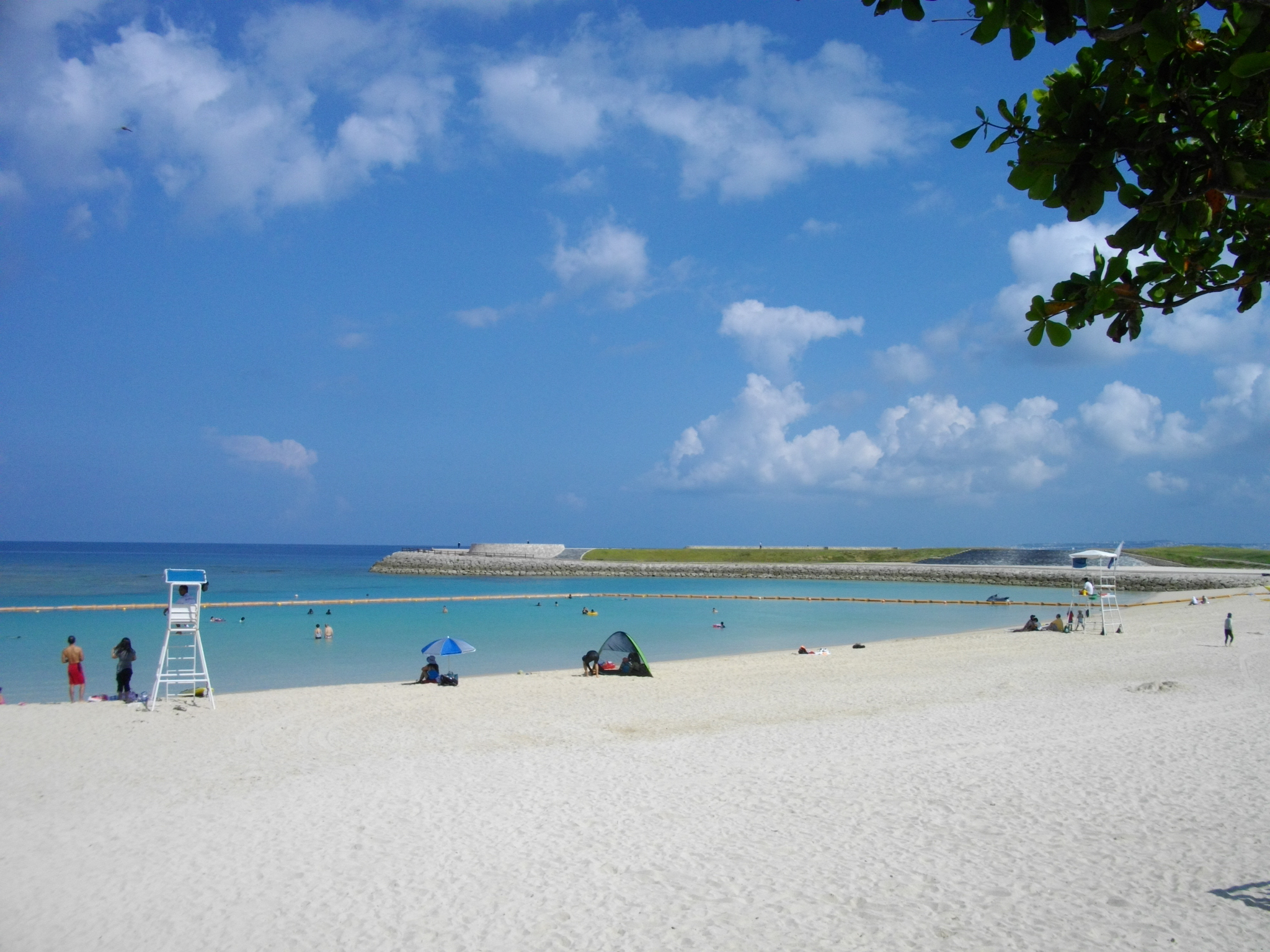
Ginowan Tropical Beach

La ciutat de Ginowan es troba localitzada a la part meridional de l'illa d'Okinawa, fent costa a l'oest amb la mar de la Xina Oriental. Geològicament, la ciutat es troba sobre una plana costanera. Aproximadament el 38% del terme municipal està ocupat per bases militars dels Estats Units d'Amèrica. El terme municipal de Ginowan limita amb els de Chatan al nord; amb Kita-Nakagusuku i Nakagusuku a l'est i amb Nishihara i Urasoe al sud.

## Història

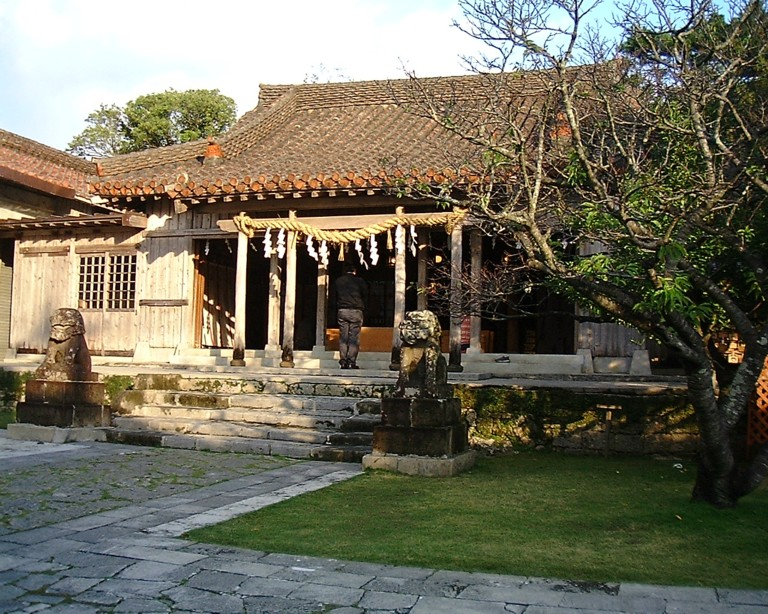
Santuari de Futenma

Ginowan va patir amb severitat els efectes de la Segona Guerra Mundial. Després de la guerra, aproximadament la meitat del terme de la ciutat va ser ocupat per instal·lacions de l'exèrcit dels EUA. Al barri de Nodake, a Ginowan, es va crear un camp de refugiats. El camp de refugiats es va superpoblar i la ciutat passà a ser coneguda amb el nom de Nodake. Les autoritats d'ocupació nord-americanes van dissoldre Nodake l'any 1946 i li retornaren el seu antic nom de Ginowan. Després d'això, les autoritats d'ocupació van confiscar infinitat de propietats al municipi per tal de construir instal·lacions militars. Les bases militars es van fer, principalment, als barris de Nodake i Futenma.
Actualment, aproximadament el 33% del terme municipal de Ginowan està cedit pel govern del Japó a l'exèrcit nord-americà dins del tractat de defensa mútua. Part de la base de camp Foster es troba a Ginowan. La vila de Ginowan fou declarada ciutat l'1 de juliol de 1962.

## Administració

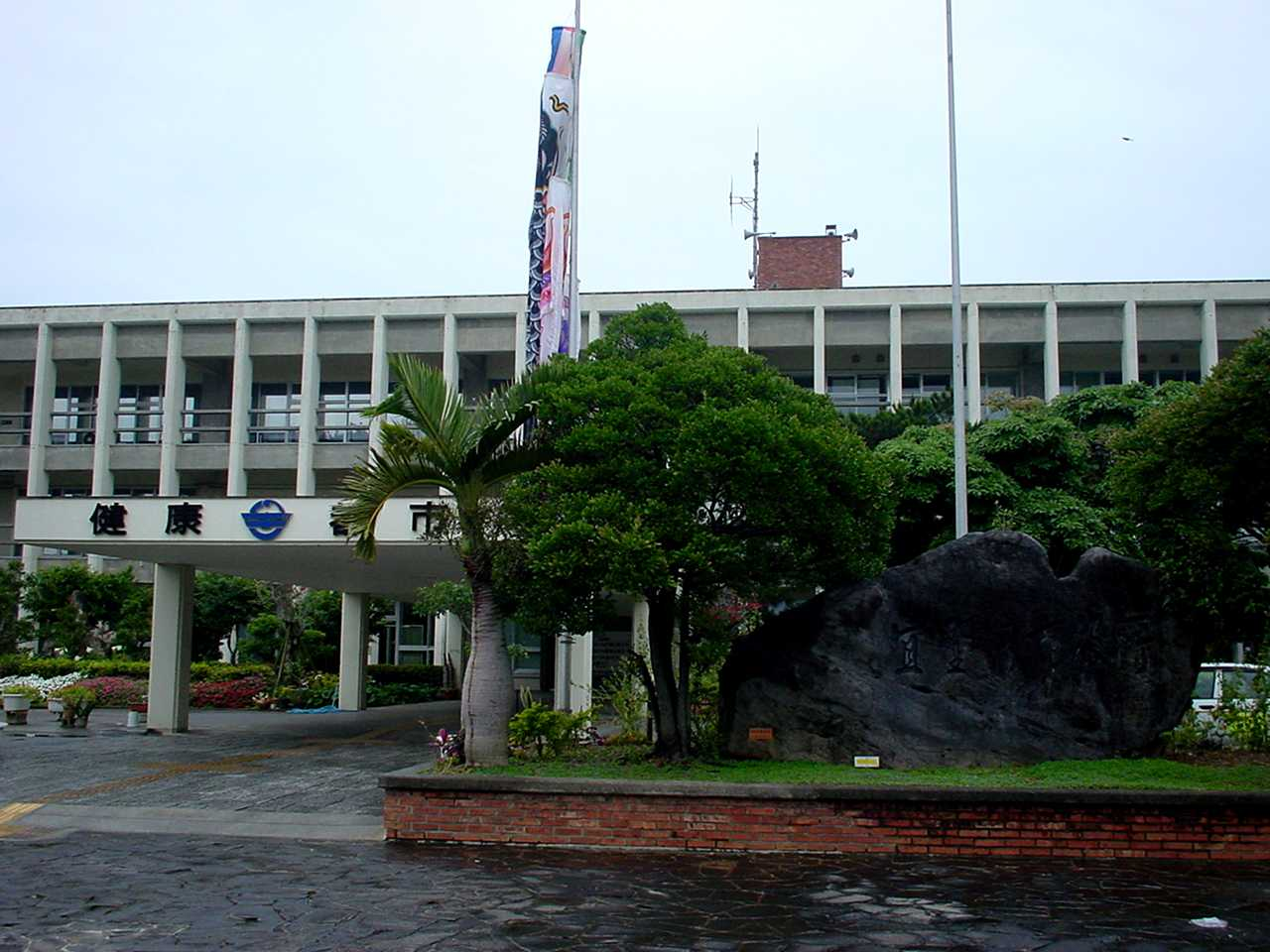
Ajuntament de Ginowan

### Alcaldes
- Harukatsu Nakamura (1962-1965)
- Zenichi Shimabukuro (1965-1969)
- Kenichirō Sakuma (1969-1973)
- Kiyoyo Komesu (1973-1977)
- Seishin Ashitomi (1977-1985)
- Masanori Momohara (1985-1997)
- Moriko Higa (1997-2003)
- Yōichi Iha (2003-2010)
- Takeshi Asato (2010-2012)
- Atsushi Sakima (2012-2018)
- Masanori Matsugawa (2018-present)

## Demografia
| 1920   | 1930   | 1940   | 1950   | 1960   | 1970   | 1980   |
| ------ | ------ | ------ | ------ | ------ | ------ | ------ |
| 12.704 | 12.857 | 12.825 | 15.930 | 29.501 | 39.390 | 62.549 |
| 1990   | 2000   | 2010   | 2020   | 2030   | 2040   | 2050   |
| 75.905 | 86.744 | 91.856 | 98.450 | -      | -      | -      |

## Transport

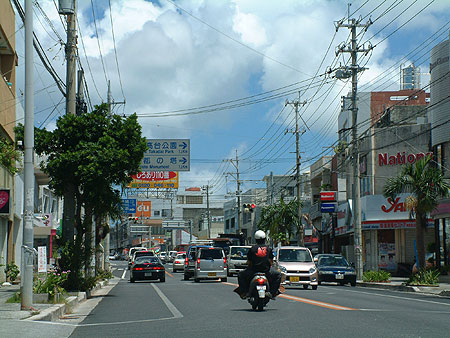
Carretera a Ginowan

### Ferrocarril
Actualment, pel municipi de Ginowan no passa cap línia de ferrocarril. Les estacions de ferrocarril més properes són del Monocarril Urbà d'Okinawa i es troben al municipi d'Urasoe. Abans de la Segona Guerra Mundial i la posterior ocupació, passava per Ginowan els Ferrocarrils Prefecturals d'Okinawa.

### Carretera
- Autopista d'Okinawa
- N-58 - N-330
- ON-29 - ON-32 - ON-34 - ON-35 - ON-81 - ON-241 - ON-251